# پروکسی (اقلیم)
پروکسی اقلیمی به ویژگی‌های فیزیکی گذشته که حفظ شده‌اند و برای اندازه‌گیری‌های مستقیم هواشناسی قرار می‌گیرند و دانشمندان را قادر می‌سازند شرایط اقلیمی را در بخش طولانی‌تری از تاریخ زمین بازسازی کنند گفته می‌شود. سوابق معتبر جهانی از آب و هوا تنها در دهه ۱۸۸۰ آغاز شد و پروکسی‌ها تنها ابزاری را برای دانشمندان فراهم می‌کند تا الگوهای آب و هوایی را قبل از شروع ثبت اسناد تعیین کنند. تعداد زیادی از پروکسی‌های آب و هوایی از انواع زمینه‌های زمین‌شناسی مورد مطالعه قرار گرفته‌اند. نمونه‌هایی از پروکسی‌ها عبارتند از اندازه‌گیری ایزوتوپ‌های پایدار از هسته‌های یخ، نرخ رشد در حلقه‌های درختان، ترکیب گونه‌ای از گرده‌های فسیلی فرعی در رسوبات دریاچه یا روزن داران در رسوبات اقیانوس، نمایه‌های دمایی گمانه‌ها، و ایزوتوپ‌های پایدار و کانی‌شناسی مرجان‌های کاربن و مرجان‌ها. در هر مورد، شاخص پروکسی تحت تأثیر یک پارامتر آب و هوای فصلی خاص (مثلاً دمای تابستان یا شدت بادهای موسمی) در زمانی که در آن قرار گرفتند یا رشد کردند، قرار گرفته‌است. تفسیر پراکسی‌های آب و هوا مستلزم طیف وسیعی از مطالعات جانبی، از جمله کالیبراسیون حساسیت پروکسی به اقلیم و تأیید متقاطع در میان شاخص‌های پروکسی است.